# Конный спорт на летних Олимпийских играх 1920
Соревнования по конному спорту на летних Олимпийских играх 1920 года проходили в выездке (в личном зачёте), троеборье и конкуре (как в личном, так и в командном зачёте), а также — единственный раз в истории Олимпийских игр — в вольтижировке (в личном и в командном зачёте).

## Общий медальный зачёт
| Место | Страна  | Золото | Серебро | Бронза | Всего |
| ----- | ------- | ------ | ------- | ------ | ----- |
| 1     | Швеция  | 4      | 2       | 3      | 9     |
| 2     | Бельгия | 2      | 1       | 2      | 5     |
| 3     | Италия  | 1      | 2       | 2      | 5     |
| 4     | Франция | 0      | 2       | 0      | 2     |

## Медалисты
| Дисциплина                         | Золото                                                                | Серебро                                                                          | Бронза                                                                                |
| ---------------------------------- | --------------------------------------------------------------------- | -------------------------------------------------------------------------------- | ------------------------------------------------------------------------------------- |
| Выездка Личное первенство          | Янне Лундблад Швеция                                                  | Бертиль Сандстрём Швеция                                                         | Ханс фон Русен Швеция                                                                 |
| Троеборье Личное первенство        | Хельмер Мёрнер Швеция                                                 | Оге Лундстрём Швеция                                                             | Этторе Каффаратти Италия                                                              |
| Троеборье Командное первенство     | Швеция · Хельмер Мёрнер · Оге Лундстрём · Георг фон Браун             | Италия · Этторе Каффаратти · Гарибальди Спиги · Джулио Каччандра · Карло Азинари | Бельгия · Роже Мёреман д’Эмё · Освалд Линтс · Жюль Бонваль · Жак Мизон                |
| Конкур Личное первенство           | Томмазо Леквио ди Ассаба Италия                                       | Алессандро Валерио Италия                                                        | Карл Густав Левенгаупт Швеция                                                         |
| Конкур Командное первенство        | Швеция · Клас Кёниг · Ханс фон Русен · Даниэль Нурлинг · Франк Мартин | Бельгия · Анри Лам · Андре Куман · Эрман де Геффьер д’Эструа · Эрман д’Ультромон | Италия · Этторе Каффаратти · Гарибальди Спиги · Джулио Каччандра · Алессандро Альвизи |
| Вольтижировка Личное первенство    | Даниэль Букарт Бельгия                                                | Фьель Франция                                                                    | Луи Фине Бельгия                                                                      |
| Вольтижировка Командное первенство | Бельгия · Даниэль Букарт · Луи Фине · Морис Ван Ранст                 | Франция · Фьель · Пьер де Сален · Жорж дю Амель де Канши                         | Швеция · Карл Греэн · Андерс Мортенссон · Оскар Нильссон                              |